# Anne Heggtveit
Anne Heggtveit (n. 11 de enero de 1939) es una esquiadora alpina canadiense nacida en Ottawa, Ontario.

## Biografía
Su padre, Halvor Heggtveit, un campeón canadiense de esquí, la animó a una edad temprana. Como estudiante de la Lisgar Collegiate Institute en Ottawa, aprendió a esquiar en las cercanas colinas de Gatineau de Quebec. En 1954, a la edad de 15 años, ganó por primera vez la atención internacional cuando se convirtió en la ganadora más joven del evento Holmenkollen Giant Slalom en Noruega. También ganó el primer lugar en slalom y giant slalom en los campeonatos nacionales junior de los Estados Unidos. A pesar de que sufriría de varias lesiones entre 1955 y 1957, se ganó un lugar en el equipo de Canadá a los 17 años en los Juegos Olímpicos de Invierno de 1956 en Cortina d'Ampezzo, Italia.
En un momento en que los europeos dominaban el esquí alpino, Heggtveit fue inspirada por el extraordinario rendimiento de su compatriota Lucille Wheeler, quien había ganado tanto en el descenso y giant slalom de los eventos en el Campeonato Mundial de 1958. En los Juegos Olímpicos de Invierno de 1960, en Squaw Valley, California, Heggtveit ganó la primera medalla olímpica de oro de Canadá en esquí.